# Mitra (cràter)
Mitra és un cràter d'impacte que està unit a la vora exterior occidental del cràter més gran Mach, a la cara oculta de la Lluna. Just a l'oest de Mitra es troba Bredikhin, i al sud-sud-est Henyey.
Es tracta d'una formació molt erosionada amb una vora exterior que s'ha danyat per impactes posteriors. En direcció sud-est hi ha el cràter satèl·lit Mitra J. N'hi ha molts impactes més petits a la zona del brocal, i en resta molt poc de la vora originària intacta. Dins, un cràter més petit ocupa la part sud-oest de la plataforma, i un petit cràter en forma de copa travessa el sector nord-est de la vora d'aquesta formació, i arriba molt a prop del punt mitjà de Mitra. El sòl restant està marcat només per alguns petits cràters.
Mitra és dins de la conca Dirichlet-Jackson.

## Cràters satèl·lits
Per convenció aquests elements s'identifiquen en els mapes lunars posant la lletra al costat del punt mitjà del cràter que és més a prop de Mitra.
|       | \| Mitra \| Coordenades \| Diàmetre \| \| ----- \| -------------------------------------- \| -------- \| \| A \| 20° 48′ N, 154° 06′ O / 20.8°N,154.1°O \| 46 km \| \| J \| 15° 54′ N, 153° 12′ O / 15.9°N,153.2°O \| 46 km \| \| I \| 21° 30′ N, 155° 12′ O / 21.5°N,155.2°O \| 26 km \| |          |
| Mitra | Coordenades | Diàmetre |
| A     | 20° 48′ N, 154° 06′ O / 20.8°N,154.1°O | 46 km    |
| J     | 15° 54′ N, 153° 12′ O / 15.9°N,153.2°O | 46 km    |
| I     | 21° 30′ N, 155° 12′ O / 21.5°N,155.2°O | 26 km    |